# Kuřecí plátek s broskví

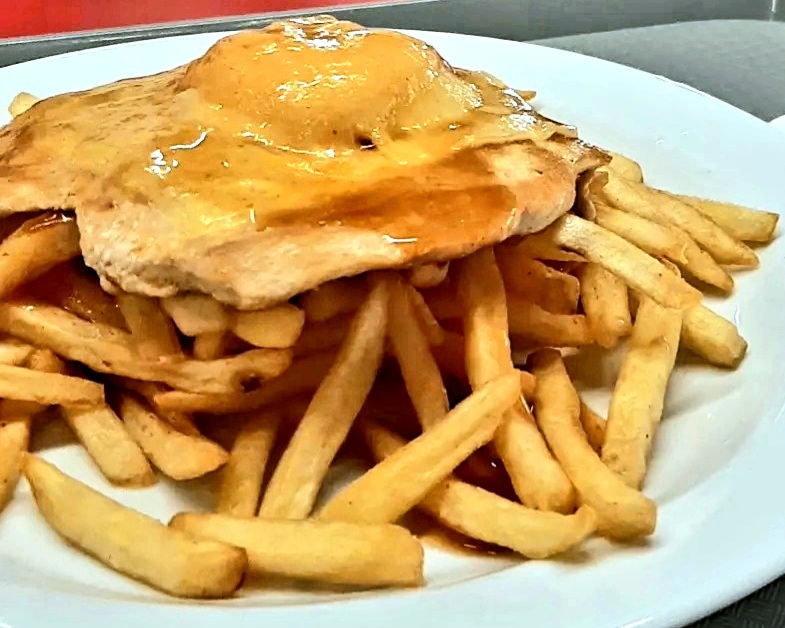
Kuřecí plátek s broskví s hranolky

Kuřecí plátek s broskví (též kuře s broskví) je pokrm, jehož základem je kuřecí prso, na kterém je položena kompotovaná broskev a následně je zapečeno spolu s plátkem tvrdého sýra (obvykle eidamu), někdy i s plátkem šunky. Obvykle se podává s oblohou a přílohou (nejčastěji s hranolky, rýží, vařenými bramborami nebo kroketami). V Česku a na Slovensku byl tento pokrm velmi populární v 90. letech 20. století.

## Historie
Kuřecí plátek s broskví má svůj původ v komunistickém Československu 80. let 20. století, kdy restaurace a podniky začaly experimentovat s pokrmy kombinujícími maso a ovoce, s cílem obohatit gastronomii o exotické chutě. Kromě broskví se k masu někdy podával také ananas nebo banán. V 90. letech 20. století se pak stal velmi populárním pokrmem, podávaným v restauracích, jídelnách i domácnostech. Někteří lidé však tento pokrm kritizovali, především kvůli zvláštní kombinaci chutí a nekvalitním surovinám, mezi jeho kritiky patřil například Zdeněk Pohlreich. Po 90. letech začal kuřecí plátek s broskví postupně mizet z menu restaurací a nyní[kdy?] je podáván spíše jako „retro jídlo“.